# Melanosoma hyalipenne
Melanosoma hyalipenne är en tvåvingeart som beskrevs av Krober 1915. Melanosoma hyalipenne ingår i släktet Melanosoma och familjen stekelflugor. Inga underarter finns listade i Catalogue of Life.